# 삼일공원 (청주시)
삼일공원(三一公園)은 충청북도 청주시에 있는 공원이다. 1988년 청주시 상당구 수동 우암산 입구에 건립되었다. 
삼일공원이라는 이름은 3·1 운동에서 따온 것이다. 공원 안에는 충청북도 출신의 민족대표 33인인 손병희, 권동진, 권병덕, 신석구, 신홍식의 동상에 세워져 있다. 
공원이 자리 잡은 우암산은 청주시 동편에 있는 청주의 진산이다. 높이는 해발 353.3미터로 그다지 높지 않지만 수목이 울창하고, 삼일공원 인근에는 산책로와 등산로가 조성되어 있다. 청주향교와 청주대학교, 국립청주박물관도 가까이 있다.

## 참고자료
- “청주자랑10선” (PDF). 청주시. 2008년 5월 6일에 확인함.[깨진 링크(과거 내용 찾기)]